# Helicopsyche pietia
Helicopsyche pietia là một loài Trichoptera trong họ Helicopsychidae. Chúng phân bố ở miền Tân bắc.